# Хутьяпа (департамент)
Хутья́па (ісп. Jutiapa) — один з 22 департаментів Гватемали. Адміністративний центр — місто Хутьяпа. Межує на півночі з департаментами Чикімула та Халапа, на заході з департаментом Санта-Роса, на сході Сальвадором. На півдні омивається водами Тихого океану.

## Муніципалітети
В адміністративному відношенні департамент підрозділяється на 17 муніципалітетів:
- Агуа-Бланка
- Асунсьйона-Міта
- Атескатемпа
- Комапа
- Конгуако
- Ель-Аделант
- Ель-Прогресо
- Хальпатагуа
- Херес
- Хутьяпа
- Моюта
- Пасака
- Кесада
- Сан-Хосе-Акатемпа
- Санта-Катаріна-Міта
- Юпільтепеке
- Сапотітлан